# Артеміо Франкі (стадіон, Флоренція)
Артеміо Франкі (італ. Artemio Franchi) — футбольний стадіон у місті Флоренція. Названий на честь італійського футбольного функціонера Артеміо Франкі. На стадіоні проводить свої домашні матчі клуб «Фіорентіна».

## Історія
Стадіон заснований у 1931 році та вміщує 47,282 особи. Архітекторами є П'єр Луїджі Нерві (відомий холом Нерві у Ватикані) та Джаккіно Луїджі Мелуччі. Це одна з найбільш значних архітектурних споруд XX століття у місті.
У стадіон вбудована бетонна вежа заввишки 70 метрів, на якій майорить флагшток. Ця вежа має ім'я «Марафонська Вежа».
Спочатку стадіон мав назвц «Комунале», але був перейменований на честь колишнього президента Федерації футболу Італії, Артеміо Франкі у 1991 році.
Стадіон зазнав реконструкції напередодні чемпіонату світу 1990 року; було прибрано бігові доріжки та збільшено кількість сидячих місць.
Офіційний рекорд відвідуваності був встановлений 25 листопада 1984 року в матчі Серії А між «Фіорентиною» та міланським «Інтером» і становив 58,271 глядачів.

## Концерти
Девід Боуї виступав на стадіоні під час туру Glass Spider 9 червня 1987 року.
6 вересня 1987 року виступила Мадонна під час світового турне «Хто ця дівчина». Це шоу було знято і пізніше випущено на VHS та DVD під назвою «Ciao, Italia!» — ефір з Італії. Вона виступала на стадіоні знову через 25 років — 16 червня 2012 року в рамках туру MDNA.
Брюс Спрінгстін виступав 8 червня 2003 року на стадіоні під час свого туру The Rising Tour і 10 червня 2012 року під час Світового туру Wrecking Ball перед 42 658 людьми. У 2012 році протягом усього концерту йшов проливний дощ.

## Футбольні матчі міжнародного рівня

### Збірна з футболу
Збірна Італії з футболу грала на стадіоні вперше 7 травня 1933 року, здобувши з рахунком 2-0 перемогу над Чехословаччиною. Національна збірна зіграла лише один матч між 1982 та 2006 роках; у товариському матчі з рахунком 2-0 перемогли збірну Мексику 20 січня 1993 року. 1 березня 2006 року вони зіграли у товариському матчі проти Німеччини та виграли з рахунком 4:1. Стадіон приймав два матчі у кваліфікації Євро-2012: Італія перемогла з рахунком 5-0 команду Фарерських островів та 1-0 команду Словенії 6 вересня 2011 року.
Під час матчу з Фарерськими островами Фабіо Квальярелла, гравець "Ювентуса" на той час, забив гол. Оскільки вболівальники «Фіорентини» мають таке сильне суперництво з «Ювентусом», уболівальники на стадіоні освистали Квальяреллу.
1. 1 2  https://ricerca.repubblica.it/repubblica/archivio/repubblica/1991/12/13/stadio-firenze-intitolato-franchi.html
2. ↑  archINFORM — 1994.